# Museum historischer und aerodynamischer Fahrzeuge
Das Museum historischer und aerodynamischer Fahrzeuge war ein Automuseum in Mögglingen im Ostalbkreis in Baden-Württemberg.

## Geschichte
Kurt Maier war Oldtimer-Sammler und Mitglied im Deutschen Automobil-Veteranen-Club. Er plante schon seit Jahren sein eigenes Museum. Anfang 1989 kaufte er zu diesem Zweck ein Fabrikgebäude in Mögglingen und gründete daraufhin zusammen mit sechs Freunden eine Betreibergesellschaft. Sie hieß Museum historischer und aerodynamischer Fahrzeuge GmbH. Der Gesellschaftsvertrag wurde am 17. Juli 1989 erstellt. Die Eintragung ins Handelsregister des Amtsgerichts Ulm erfolgte am 9. August 1989, Kurt Maier war Geschäftsführer. Das Museum öffnete am 14. Oktober 1989 und hatte an sechs Tagen in der Woche geöffnet. Das Gebäude umfasste mehrere Hallen und bot Platz für über 100 Autos. Auf 3000 Quadratmeter Fläche passten 140 Fahrzeuge.
Am 8. September 1990 veranstaltete European Auctions eine Auktion im Museum. Dabei wurden allerdings nicht die Fahrzeuge des Museums versteigert.
Anfang November 1993 schloss das Museum. Die Einnahmen aus den Eintrittsgeldern reichten nicht aus, um die Kosten zu decken. Für die Betreibergesellschaft ist für den 4. Dezember 2006 eine Änderung und für den 15. Juli 2009 die Löschung im Handelsregister überliefert. Kurt Maier starb 2013.

## Ausstellungsgegenstände
Ein Schwerpunkt der Ausstellung waren Fahrzeuge aus der Tschechoslowakei, also Aero, Praga, Škoda und Tatra. Außerdem sind De-Dion-Bouton Kastenwagen von 1913, NAG von 1906, Opel von 1928 und Trabant 601 Kombi von 1971, Mercedes-Benz 130 H und NSU Ro 80 sowie Tatra 87, Tatra 97, Formel-3-Rennwagen von Triumph, VW Käfer, Lloyd Alexander, Borgward Isabella und ein Lkw von Renault von 1921 bekannt. Zudem waren Motorräder ausgestellt.
In einer Halle waren aerodynamische Fahrzeuge ausgestellt. Maier würdigte das Lebenswerk von Reinhard von Koenig-Fachsenfeld. Er ließ dessen Doppelrumpfwagen nach den originalen Patenten von 1941 nachbauen, um ihn im Museum zu präsentieren. 1998 war dieses Fahrzeug vorübergehend im Museum für sächsische Fahrzeuge im Wasserschloss Klaffenbach ausgestellt. Das Fahrzeug befindet sich nun im Schloss Fachsenfeld.
Besonderheit war das Modell eines Windkanals, das Daimler-Benz leihweise zur Verfügung stellte.